# Mulliner Book
Das Mulliner Book ist eine historisch wertvolle Sammlung von Stücken für Orgel oder andere Tasteninstrumente. Die Stücke wurden wahrscheinlich zwischen 1545 und 1570 von Thomas Mulliner gesammelt, von dem nur bekannt ist, dass er Organist des Corpus Christi Colleges in Oxford war.
Das Buch befindet sich seit 1877 im Britischen Museum in London.

## Inhalt
Das Buch stellt eine Sammlung von 121 Stücken dar. Mehr als die Hälfte davon basieren auf katholischen Messgesängen, der Rest sind Bearbeitungen von Liedern oder zwei Tänzen. Eines der bekanntesten Stücken dürfte La Bounette sein. Neun der Stücke sind für die Cister geschrieben. Sechzehn Komponisten sind namentlich bekannt, darunter Thomas Tallis (18 Stücke), John Redford (35 Stücke), John Blitheman (15 Stücke), John Taverner (1 Stück) sowie Christopher Tye (2 Stücke). Neunzehn Stücke sind anonym.

## Ähnliche Sammlungen
- The Dublin Virginal Manuscript
- My Ladye Nevells Booke
- Susanne van Soldt Manuscript
- Clement Matchett's Virginal Book
- Fitzwilliam Virginal Book
- Priscilla Bunbury's Virginal Book
- Elizabeth Roger's Virginal Book
- Anne Cromwell's Virginal Book